# 张元奇
张元奇（1858年—1922年），字贞午，籍貫福建省福州府侯官县（今福州闽侯县上街镇厚美村），清末民初政治人物。

## 生平
张元奇自幼学习经书，后来曾到台湾教书。光绪十二年（1886年）中进士；同年五月，改翰林院庶吉士。光緒十五年四月，散館，授翰林院編修。后升任监察御史、湖南岳州府知府、奉天锦州府知府，任内曾弹劾载振。
中华民国成立后，1912年4月至5月，他任北京政府内务部次长。1912年11月至1913年11月，任福建民政长。1914年5月，任政事堂铨叙局局长。同年9月，任奉天巡按使。1915年9月，署内务部次长并兼任参政院参政。1916年2月，任肃政厅都肃政史。1920年5月，任经济调查局总裁。
晚年，张元奇回到家乡，任福州鳌峰书院山长。民国十一年（1922年）逝世。

## 家族
外孫吳清源，围棋棋手。

## 著作
- 《宣統帝退位詔書》（參與擬稿）[4]
- 《知稼轩诗稿·辽东集》
- 《知稼轩诗稿·兰台集》
- 《知稼轩诗稿·洞庭集》
- 《知稼轩诗》六卷本，民国二年
- 《知稼轩诗》十一卷本，民国二十七年